# Heinrich-Harrer-Museum
Das Heinrich-Harrer-Museum ist ein Museum in Hüttenberg in Kärnten, das die Forschungsreisen Heinrich Harrers thematisiert. Es beherbergt in mehreren Abteilungen insgesamt rund 4000 Exponate auf einer Fläche von 1000 m² (Stand 2008).

## Bau und Geschichte

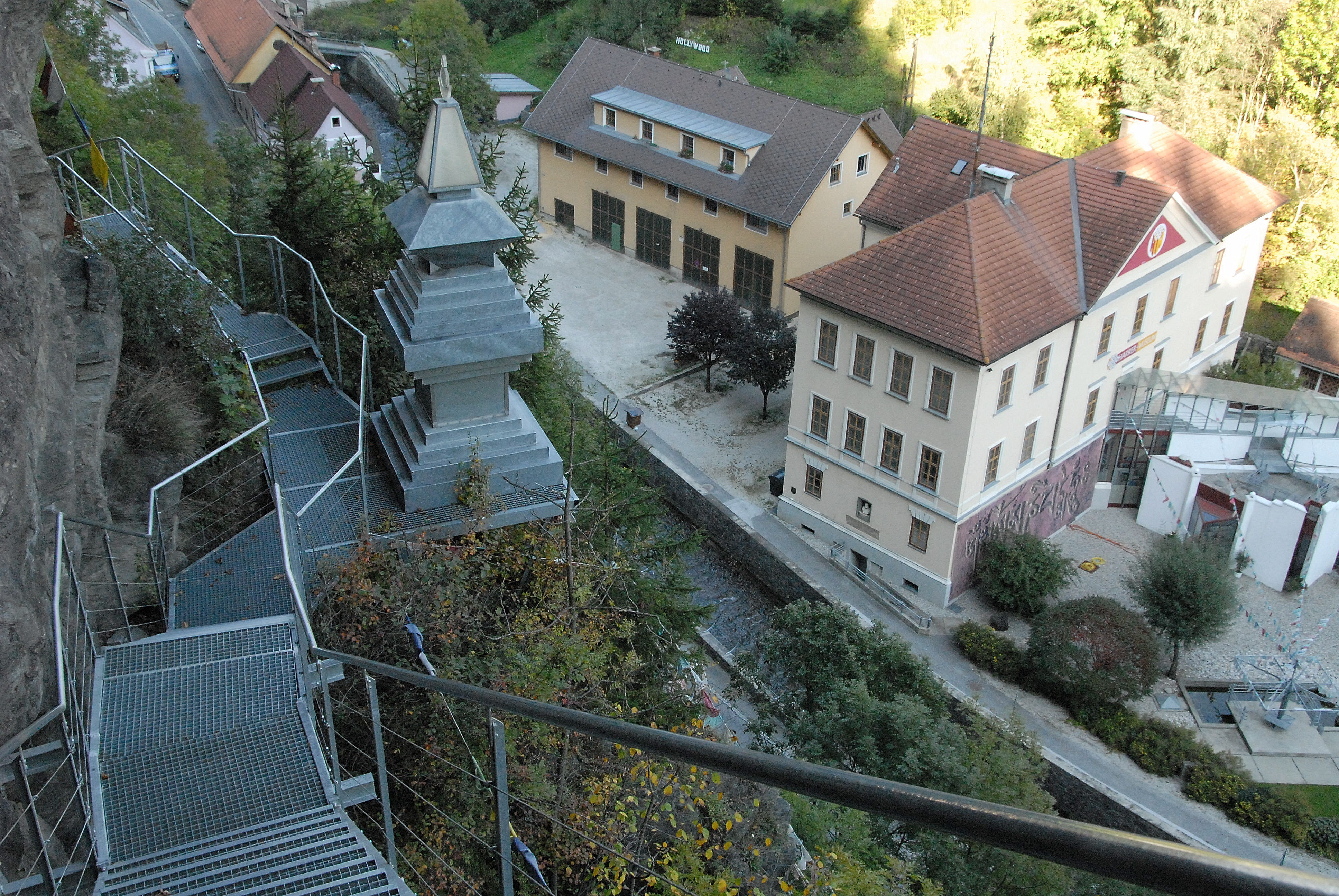
Blick vom Lingkor zurück aufs Harrer-Museum

Das Haus selbst ist eine typische Schule im Stile des österreichischen Historismus. Es hat einen einfachen zweiflügeligen Aufbau mit einem zentralen Quertrakt, der zur Schaufassade einen Mittelrisalit mit Giebel bildet. Es steht unter Denkmalschutz. Von 1874 bis 1968 war es die Volksschule des Ortes.
Das Heinrich-Harrer-Museum wurde 1983 gestiftet. Es hat bis zu 20.000 Besucher jährlich.

## Ausstellung
Das Museum zeigt einerseits Ausstellungsstücke aus Harrers Leben als Bergsteiger und Sportler (Skisport, Golf), sowie anderseits von seinen Aufenthalten und Forschungsreisen in Asien (Tibet, Andamanen, Borneo), Südamerika (Suriname, Rio Xingu) und Afrika. Es werden verschiedene Multimedia-Darstellungen gezeigt; das Bildarchiv enthält mehr als 100.000 Fotografien, Landkarten, eigenhändige Zeichnungen Harrers und zahlreiche in- und ausländische Auszeichnungen.
Breiten Raum nimmt die Tibet-Sammlung ein. Harrer war 1946 nach Lhasa gekommen und wurde zu einem Berater und Lehrer des jungen Tendzin Gyatsho, des XIV. Dalai Lama, mit dem er sein Leben lang befreundet blieb. Über seine Zeit in Tibet schrieb Harrer später das Buch Sieben Jahre in Tibet. 1992 weihte Tendzin Gyatsho selbst den buddhistischen Gebetsraum ein, der sich im Gebäude des Museums befindet. Ein Foto zeigt ihn auf dem Prunksessel im Thronraum, auf dem nur er als Dalai Lama sitzen darf. Daneben ist unter anderem ein großes Sandmandala zu sehen, das nicht wie sonst üblich nach der Herstellung zerstört wurde.
Das Museum zeigt auch eine Ausstellung über die Unterdrückung der Tibeter seit dem Tibetaufstand von 1959, die Verletzungen der Menschenrechte, die Zerstörung der tibetischen Kultur und Klöster, der Reliquien des tibetischen Buddhismus, des Bön und die massenhafte Immigration von Han-Chinesen.
In die Felswand gegenüber dem Heinrich-Harrer-Museum ist der Hüttenberger Lingkor gebaut, ein Pilgerpfad in der Tradition des Buddhismus in Tibet, der zum Großteil aus einer Stahl-Stiegenanlage besteht und bergaufwärts über den Talboden führt.